# Ust´-Kiachta
Ust´-Kiachta (ros. Усть-Кяхта) – wieś w Rosji, w Buriacji, w rejonie kiachtyńskim. W 2010 liczyła 1752 mieszkańców.